# オオイチョウタケ
オオイチョウタケ（大銀杏茸、学名: Leucopaxillus giganteus）は、キシメジ科オオイチョウタケ属の大型のキノコで、真菌の一種である。食用キノコの一つ。

## 名称
和名の由来は、傘が大きくて一部が切れ込むことが多いことから、力士の大銀杏に見立てて名付けられた。
地方により、ササヒメジ（広島県）、ジャンボ（秋田県）のほか、タケシメジ、タケダケ、ヤネモウダケなどの地方名でよばれている。

## 分布
北半球の温帯から寒帯の、スギ林、竹藪、公園に、夏から秋にかけて子実体を発生させる。特に、湿気のあるスギ林や谷沿いなどの場所を好む。

## 形態
傘径7 - 25センチメートル (cm) で一部は40 cmを超え、傘の一部は切れ込む。はじめはまんじゅう形で幼菌の時は縁が内側に強く巻き、のちに開くと浅い漏斗形になる。傘の表面の色は白から淡いクリーム色で、なめらかで光沢があるが、のちにごく細かいささくれができる。傘の裏のひだはクリーム色で、垂生し、密である。柄に接する部分で分岐するものが多い。
柄は5 - 12 cm、太さは1.5 - 6.5 cmになり、中実。柄は表面は傘とほぼ同様で、白色で平滑。一部繊維状となり細かくささくれることがある。肉は白色で緻密、弱い粉臭さがある。
胞子紋は白色。胞子は楕円形。

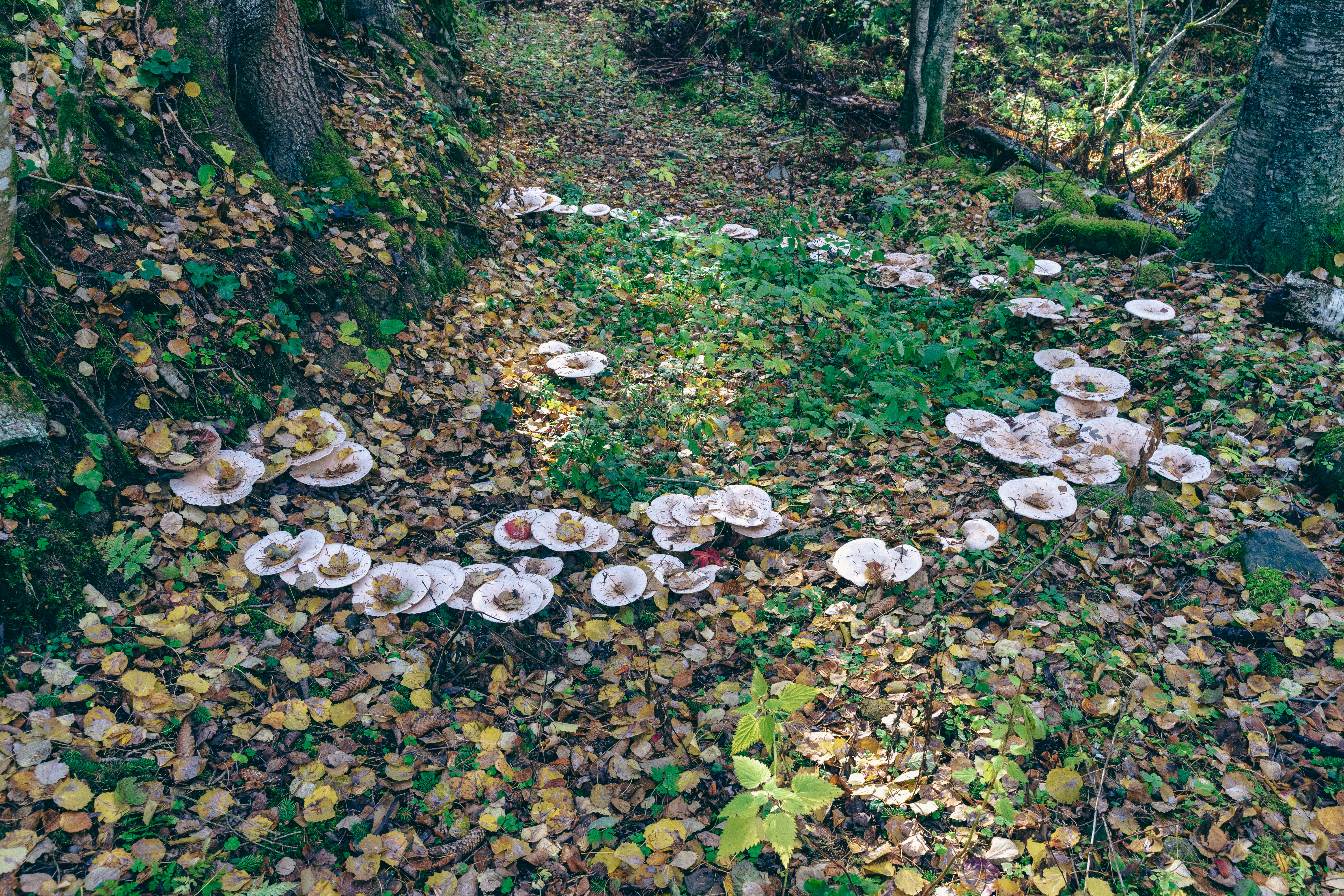
菌輪を作って群生したオオイチョウタケ
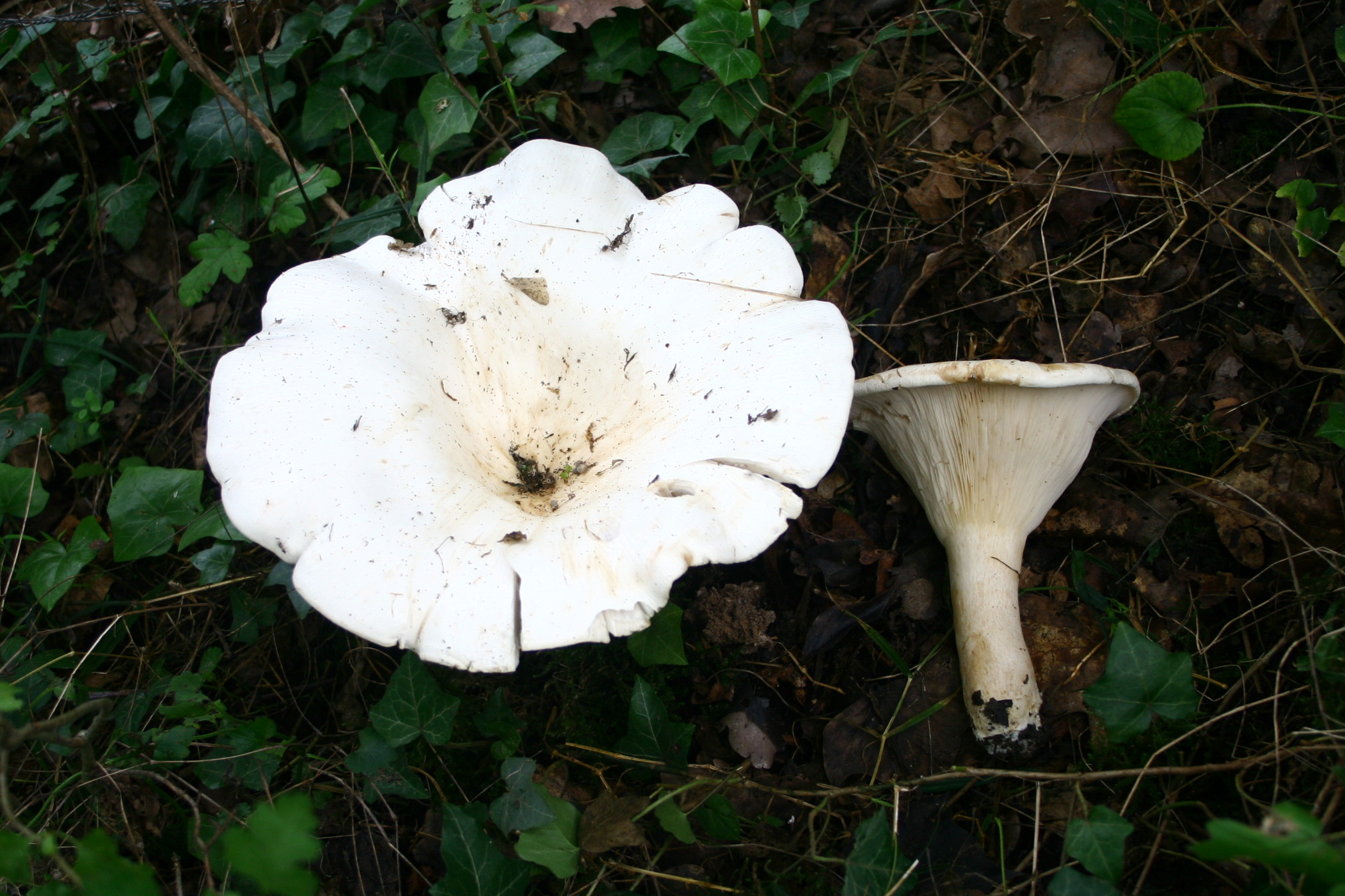
開くと漏斗形、縁に切れ込みが入ることもある
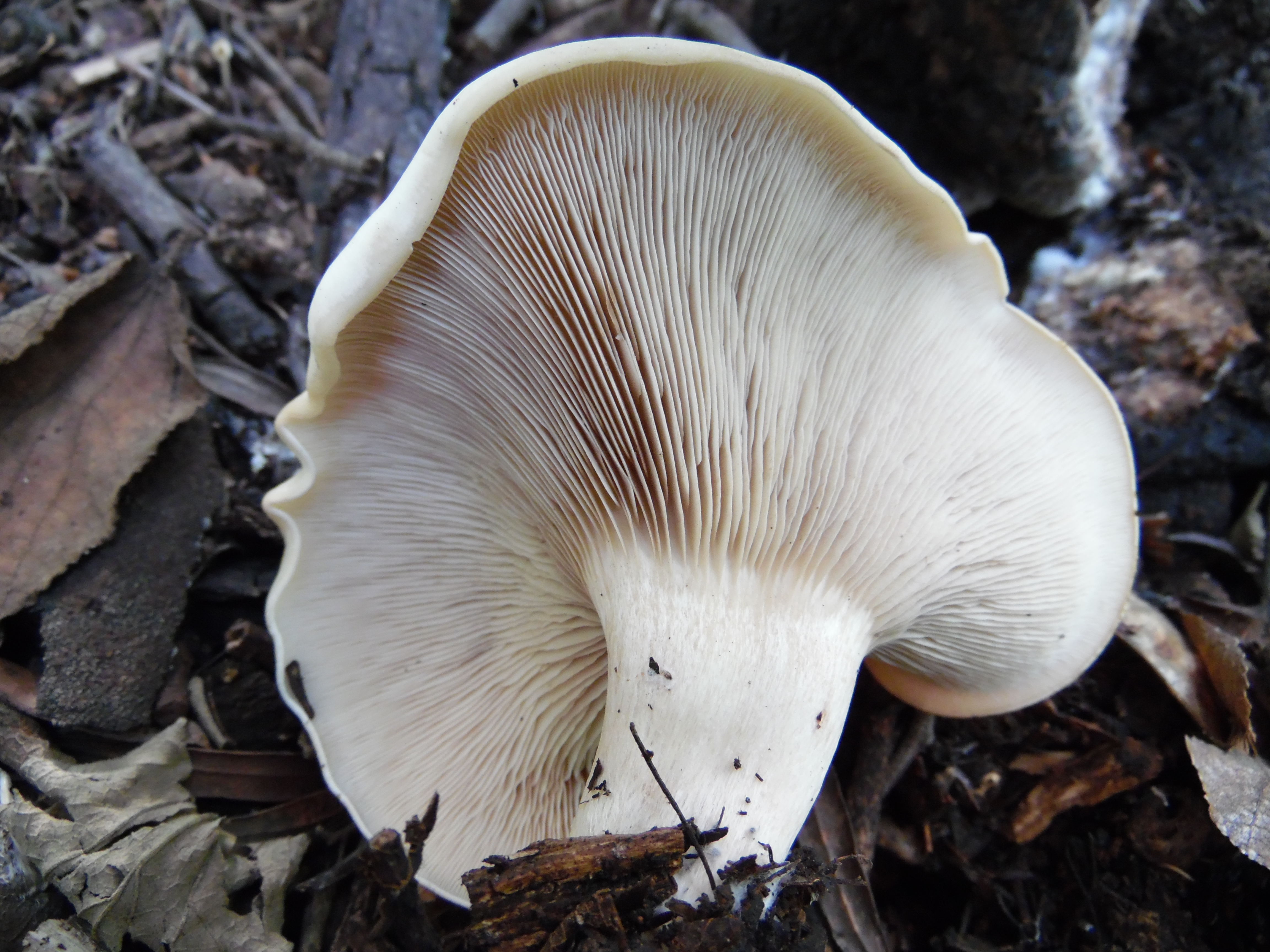
ヒダは傘と同色で密

## 生態
腐生菌（腐生性）。初夏と秋に、竹林やスギ林などの林内を中心に、庭園、草地、林道脇などのやや湿り気のある地上に、輪を描いて群生する。オオイチョウタケは地上の腐植土などに淡褐色の菌糸マットをつくりそこから発生する。生長が早く、朝は小さな幼菌であっても、その日の夕方には大きな傘を広げていることもある。

## 利用
優秀な食用キノコで、食味がよく、独特の風味が料理を美味しくする。群生するので、発生場所を1か所見つけると収穫量が見込めるが、夏に発生するものは生長が早いため、採取するタイミングが難しい。三重県津市美杉町などでは栽培の研究も行われており、人工栽培も成功しているが、一般に市場に普及するまでには至っていない。
肉は白色で緻密。粉臭さが気になるときは、湯でこぼすとよい。香りは爽やかで、引き締まった肉質の柄は歯切れがよく、傘は舌ざわりがよい。汁物にはコクのあるよいだしが出る。傘はグラタン、クリームシチュー、ピザに、柄は貝柱風に切り揃えて、バターと醤油で焼き上げるとよい。味噌汁、お吸い物、炊き込みご飯、酢の物、和え物、煮込み、雑煮、鍋物、天ぷら、フライ、佃煮、茶碗蒸し、塩焼き、味噌焼き、たれ焼きなど、主要な和食に合う。また、ポタージュ、煮込み、ピクルス、マリネ、ピラフ、グラタン、ピザ、シチュー、オムレツ、ホイル焼きなど、洋食に大いに合う。さらに中華スープ、チャーハン、油炒め、煮込む、あんかけなどの、中華料理にも合う。ただし、時に腹の不調症状がおこる。また、アルキンが含まれる。

## 近似するキノコ
よく混同されるムレオオイチョウタケ (Leucopaxillus septentrionalis) には泥臭さがある独特の不快臭があり、食用には適さない。若いときは食べることができるといわれるが、体質によっては胃腸系の中毒を引き起こす。また、ムレオオイチョウタケは柄が地中深く入る。

## 関連文献
- 吉田博, 本田美夕紀, 藤本水石「オオイチョウタケの化学成分」『日本きのこ学会誌』第15巻第4号、日本きのこ学会、2007年、183-188頁、doi:10.24465/msb.15.4_183、ISSN 13487388。